# الناصر للطيران

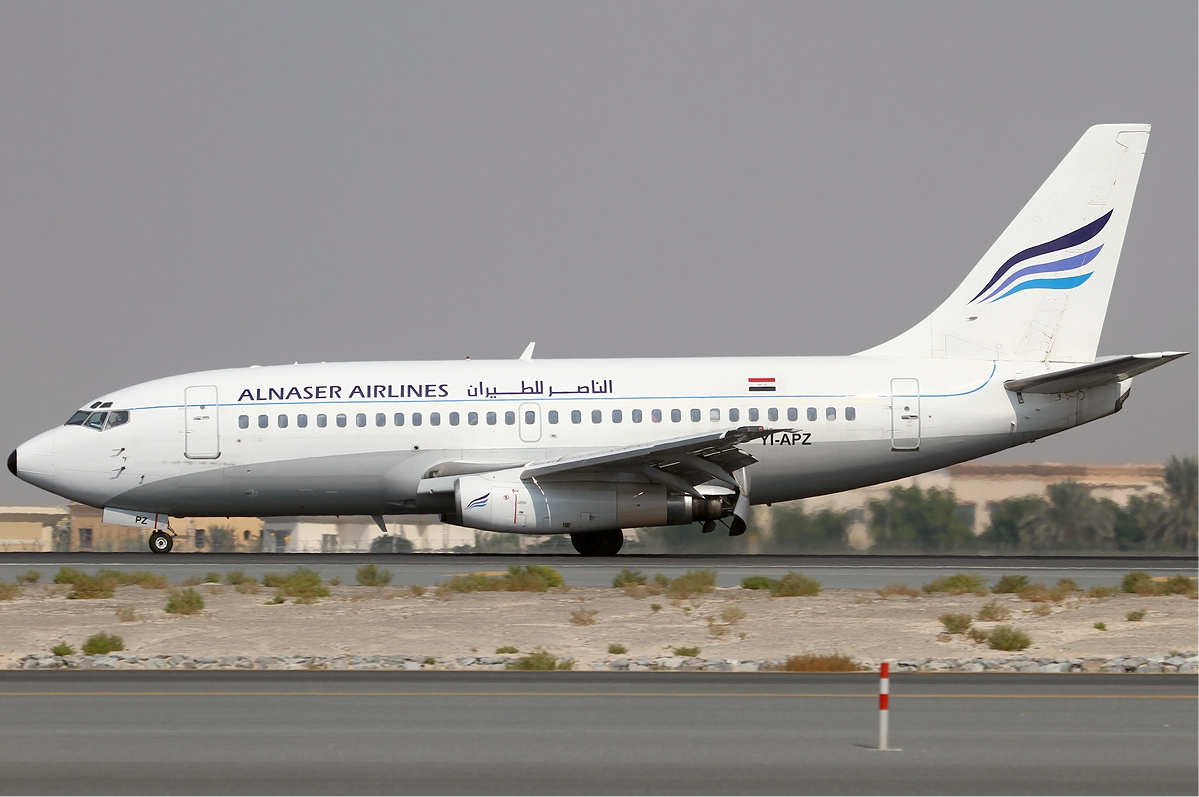
طائرة الناصر بوينغ 737-200 في مطار دبي

الناصر للطيران هي شركة طيران مقرها في بغداد، العراق. قاعدتها الرئيسية هي مطار بغداد الدولي.

## تأسيسها
بدات العمل في عام 2005 كحل للنقل للجيش الأمريكي في العراق وفي عام 2009 دخلت قطاع الطيران المدني وبدات لأول مرة إلى الكويت في فبراير 2009، تم شراء الشركة في عام 2015 من قبل مالكين جدد وهم رجال أعمال عراقيون.

## وجهات
| الدولة          | المدينة    | المطار                         |
| --------------- | ---------- | ------------------------------ |
| العراق          | بغداد      | مطار بغداد الدولي              |
| العراق          | اربيل      | مطار اربيل الدولي              |
| العراق          | النجف      | مطار النجف الدولي              |
| العراق          | السليمانية | مطار السليمانية الدولي         |
| العراق          | البصرة     | مطار البصرة الدولي             |
| سوريا           | دمشق       | مطار دمشق الدولي               |
| ألمانيا         | فرانكفورت  | مطار فرانكفورت                 |
| ألمانيا         | دوسلدورف   | مطار دوسلدورف الدولي           |
| المملكة المتحدة | لندن       | مطار غاتويك                    |
| السويد          | ستوكهولم   | مطار ستوكهولم أرلاندا          |
| أوكرانيا        | كييف       | مطار بوريسبل الدولي            |
| جورجيا          | تبليسي     | مطار تبليسي الدولي             |
| لبنان           | بيروت      | مطار بيروت رفيق الحريري الدولي |
| باكستان         | كاراتشى    | مطار جناح الدولي               |
| باكستان         | لاهور      | مطار علامه إقبال الدولي        |
| الكويت          | الكويت     | مطار الكويت الدولي             |

## الأسطول

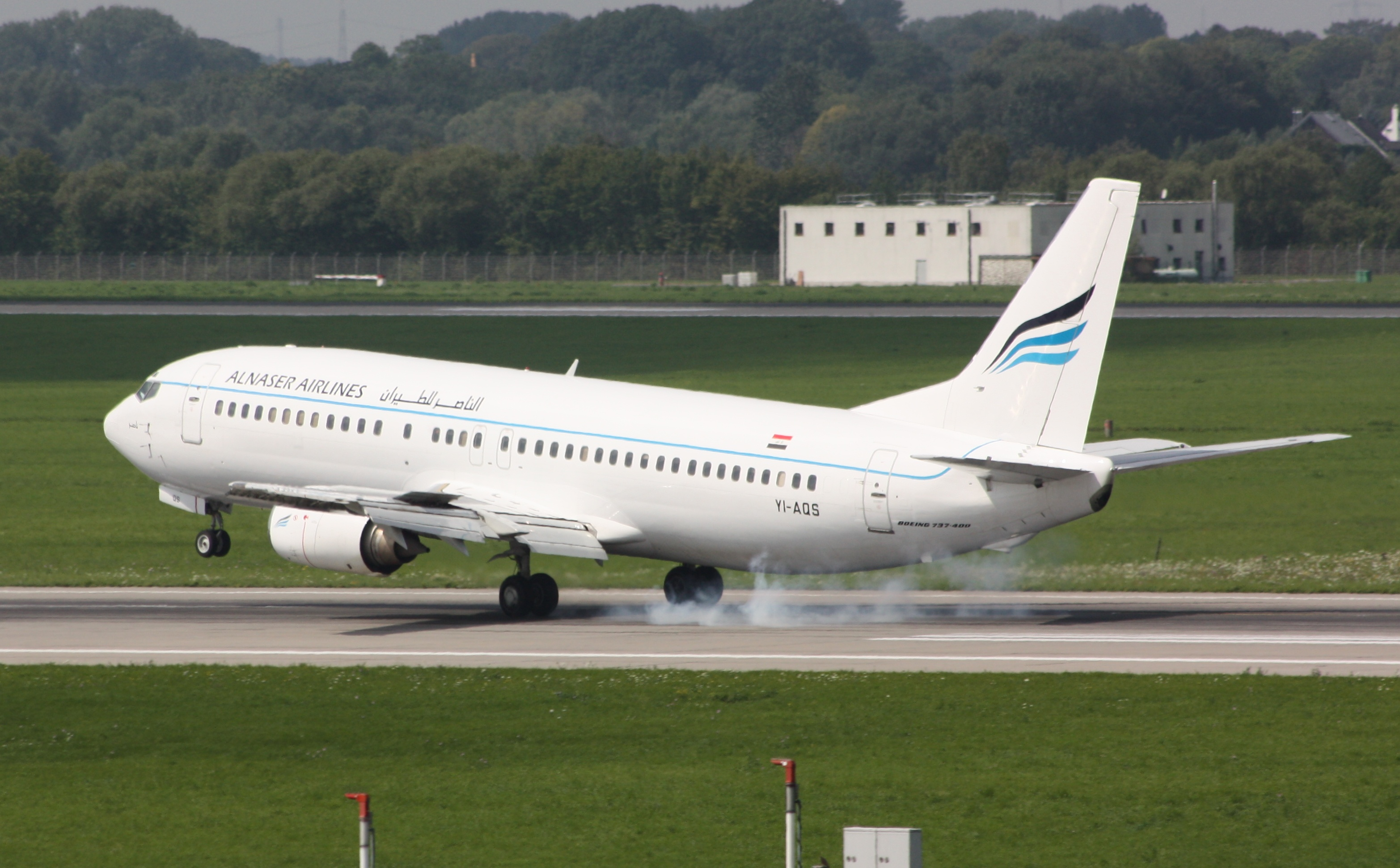
طائرة الناصر بوينغ 737-400 تهبط في مطار دوسلدورف - ألمانيا

| نوع الطائرة        | العدد | الطلبيات |
| ------------------ | ----- | -------- |
| إيرباص إيه 340-600 | 7     | 0        |
| إيرباص إيه 340-300 | 1     | 0        |
| إيرباص إيه 321-100 | 1     | 0        |
| بوينغ 737-200      | 1     | 0        |
| بوينغ 737-400      | 1     | 0        |
| إليوشن إي أل-76    | 1     | 0        |
| بريتش ايروسبيس 146 | 2     | 0        |
| المجموع            | 13    | 0        |

## العقوبات على الشركة
اقرت الولايات المتحدة عقوبات على الشركة ووضعها في اللائحة السوداء نتيجة تعاملها مع شركة ماهان إير الإيرانية وبيعها 8 طائرات من نوع إيرباص إيه 340 وطائرة من نوع إيرباص إيه 320 وذلك يعد خرقاً للعقوبات الدولية التي فرضت على إيران واعتبار شركة الناصر للطيران هي واجهه لشركة ماهان إير لغرض شراء الطائرات وقطع الغيار لها